# MH 74. Arrabona Felderítő Zászlóalj
A Magyar Honvédség 74. Arrabona Felderítő Zászlóalj a Magyar Néphadsereg MN 11. Harckocsi Hadosztály közvetlen alakulata volt 1961-1987 között.
Majd az 1. Gépesített Hadtest/Katonai Kerület felderítő alakulata volt 1997-es felszámolásáig.

## Története
Az alakulat 1961. szeptember 1-én alakult meg Tatán, mint motoros felderítő század. 1962. október 30-ával zászlóalj szervezetre tért át. Első parancsnoka Bodri Mihály őrnagy volt.
A felderítő alegységek szervezetét parancsnoksággal és törzzsel egészítették ki, ami néhány főből áll. (ügyvitel, pénzügy, szaktiszthelyettesek). A zászlóalj szervezetében híradó- és egy ellátó szakasz mellett egy csapatfelderítő század, egy PT-76-os úszóharckocsikkal felszerelt úszharckocsi szakasz és egy ejtőernyős felderítő szakasz volt.
1964-65-ben az "ADRIA" szervezési feladat során elkezdődött a felderítő csapatok ellátása a magyar gyártmáynú  D-442-es FUG-kal, ill. úszó harckocsikkal (UHK-al).
Ekkor tájt a felderítő zászlóalj a következőképpen szerveződött:
- Parancsnokság- és Törzs
- FUG-század 3 db FUG szakasz (10 db) és 1 db oldalkocsis mootorkerékpár szakasz (12 db)
- UHK-század 2 db szakasz (5db UHK)
- Mélységi ejtőernyős felderítő szakasz 3 db MFCS-al
- RÁF-század (hadművelet csoport, felderítő lehallgató szakasz, iránymérő szakasz)
- Kiszolgáló alegységek: szállító- ellátó- javító raj, zászlóalj ellátóhely.

Összesen 210 fő. 24 fő tiszt, 28 fő tiszthelyettes, 80 tisztes, 78 honvéd.
A "VELENCE-II" szervezési intézkedésnek megfelelően 1973. szeptember 1-én módosították a csapatok hadrenjét.
Az első lépcsős felderítő zászlóaljak hadrendje a következők szerint módosult:
- Parancsnokság- és Törzs (6 db parancsnoki PFUG jármű)
- Híradó szakasz
- Csapatfelderítő század: 6 db felderítő csoport (12 db D-944 PSZH-F,  PSZNR-1 lokátor szakasz (3 db lokátor, 3 db GAZ-69)).
- Mélységi felderítő század: 6 db mélységi felderítő csoport
- Rádiófelderítő és rádiótechnikai felderítő század: adatfeldolgozó és vezényló szakasz, rádiófelderítő szakasz, rádiótechnikai szakasz, rádió relé felderítő szakasz
- Kiszolgáló alegységek: szállító- ellátó- javító raj, zászlóalj ellátóhely.

Összesen 327 fő (béke állomány, 350 fő "M"-állomány). 25 fő tiszt, 40 fő tiszthelyettes, 90 fő tisztes, 170 fő legénységi és 2 fő polgári alkalmazott.
Fontos megjegyezni, hogy megszüntették a csapat- és mélységi felderítő századokban a szakasz szerveződési szintet.
Az 1976. augusztus 16-án foganasított "MARCAL" feladat során  az első lépcsős hadosztályok 3 felderítő zászlóalját, ill. a budapesti 2. Önálló Rádiófelderítő Zászlóaljat áthelyezték. A 74. Felderítő Zászlóaljat Győrbe.
A szombathelyi Garasin, ill. a győri ún. likócsi Dobi István Laktanya volt a Néphadsereg legújabb laktányái. Minőségileg jobb körülmények között kerültek elhelyezésre az alakulatok. A likócsi laktanyában volt elhelyezve a MN 11. Harckocsi Hadosztály légvédelmi oltalmazását ellátó MH 14. Rába Légvédelmi Rakétaezred, aminek jogutódja a MH 12. Arrabona Légvédelmi Rakétaezred.
Az 1 évvel későbbi "FERTŐD-I" technikai változást hozott a felderítő alakulatok számára. Javult a felderítő- és híradástechnikai eszközök minősége, és a parancsnoki járművek ZPSZH-F-re lettek cserélve. Azidáig a PFUG-I típusú felderítő járműveket használták.
A MÁTRA-85" tervidőszak során a zászlóaljak RÁF-századainál megszüntették a rádiórelé szakaszt, ill. új technikai eszközök kerültek beszerzésre.
1983-ban felállításra került a 2. csapatfelderítő század is, ami nagyobb létszámot eredményezett. 1985-ben az 1., 2. csapatfelderítő századok és a mélységi felderítő század is átfegyverzésre került BMP-1-es harcjárműre. A kivonásra került PSZH-F-ket a másodiklépcsős alakulatokhoz csoportosították át.
1986-87-ben a "BAKONY" középtávú fejlesztési terv részeként annak második üteme volt a sokat emlegetett ún. RUBIN-feladat. A hadsereg-hadosztály-ezred-zászlóalj szervezetet felváltotta a hadsereg-hadtest-dandár-zászlóalj szervezet.
Ennek eredményeképpen átalakult a MN 11. Harckocsi Hadosztály 1. Gépesített Hadtestté. A megszűnő hadosztályok alakulataik egy részét felszámolták vagy beolvasztották más alakulatokba.
A felszámolásra ítélt 54. Felderítő Zászlóalj állományát és technikai eszközeinek nagy része a szombathelyi 42. Felderítő Zászlóaljhoz és a győri 74. Felderítő Zászlóaljhoz került.
1990-ben először a Kinizsi Pál nevet vette fel, majd 1 évvel később a hivatalos megnevezése MH 74. Arrabona Felderítő Zászlóalj lett. Utalva Győr helyőrség római nevére.
A 90-es évek elején sok változás következett be a szervezetek terén.
1993-ban a rádiófelderítő század kivált a zászlóalj kötelékéből.
1996. szeptember 1-én századdá csökkentették a zászlóaljt és vissza telepítették Tatára, mint a MH 25. Klapka György Önálló Gépesített Lövészdandár kötelék százada. 1997. szeptember 1-én felszámolták jogutód nélkül.

## Parancsnokok
- 1962-1966 Bodri Mihály őrnagy
- 1966-1976 Kriska János alezredes
- 1976-? Kiszely Béla őrnagy
- ?-? Oláh István alezredes
- ?-? Nagy Gergely alezredes
- ?-1997 Horváth Zsolt alezredes